# Волчі Поток
Волчі Поток (словен. Volčji Potok) — поселення в общині Камник, Осреднєсловенський регіон, Словенія. Висота над рівнем моря: 344,9 м.